# Heteropoda bhattacharjeei
Heteropoda bhattacharjeei este o specie de păianjeni din genul Heteropoda, familia Sparassidae, descrisă de J.C. Saha și Dinendra Raychaudhuri în anul 2007. Conform Catalogue of Life specia Heteropoda bhattacharjeei nu are subspecii cunoscute.